# Tony Lawrence
Tony Lawrence (né vers 1936 ; date de décès inconnue) est un chanteur, acteur, activiste et organisateur de festivals américano-kittitien. À la fin des années 1960 et au début des années 1970, il fut l'un des principaux organisateurs du Harlem Cultural Festival à New York, notamment celui de 1969 célébré dans le documentaire Summer of Soul réalisé par Questlove (2021). Ses activités après les années 1980, et son possible décès, ne sont pas confirmés.

## Jeunesse
Lawrence est né à Saint-Kitts, dans les Caraïbes, vers 1936. À l'âge de deux ans, il s'installe avec sa famille à Portsmouth, en Virginie. Il chante dans l'orchestre de son école, et obtient une bourse sportive pour le Morgan State College de Baltimore. Il passe plus de deux ans au sein des services spéciaux de l'armée américaine, où il développe ses talents d'artiste. En 1957, il est membre du comité d'organisation du premier carnaval de Saint-Kitts. Il obtient une bourse pour l'American Theatre Wing, où il joue comme acteur dans des pièces de Shakespeare et d'autres, et obtient son diplôme en 1960. Il joue dans plusieurs spectacles à Broadway et hors Broadway, et s'installe à New York.

## Carrière

### Débuts
À partir de la fin des années 1950, il enregistre et sort plusieurs singles pour le petit label new-yorkais Jude, dans des styles variés, dont le calypso et le R&B. Son disque le plus populaire est « You Got to Show Me », enregistré en 1961 pour le label Silver Bid, qui atteint la 114e place du classement pop Billboard. Il est réputé pour ses vêtements élégants et sa belle apparence. Au début des années 1960, la publicité le surnomme « The Continental Dreamboat », évoquant « son appétit pour les voitures de sport tape-à-l'œil, les bateaux à moteur élégants et ses nombreux voyages à travers le monde ». Il apparaît dans des émissions de télévision et obtient en 1962 une émission quotidienne régulière de 15 minutes à New York. En 1962, apparemment à l'invitation de la princesse Margaret, Lawrence se produit au Jamaica Independence Festival, et apparaît dans des boîtes de nuit parisiennes en 1964. Il a également eu de petits rôles non crédités dans des films, notamment Dr. No (1962) et The Pawnbroker (1964). Il devient un artiste de boîte de nuit à succès, et en 1965, il effectue une tournée nationale apparemment réussie pour le compte de la « Teen 'N Tea Caravan », sponsorisée par le Tea Council of the USA.

### Activisme
Lawrence a commencé son travail communautaire à Harlem en tant que directeur du Christ Community Church Recreation Center et, en 1965, il a dirigé des projets de collecte de fonds pour soutenir de nouvelles aires de jeux en tant que directeur de la John Fitzgerald Kennedy Youth Foundation à New York. Cette initiative, comprenant des concerts et des événements organisés par Lawrence, a permis à l'église d'acheter des terrains vagues à Harlem et de les transformer en petits parcs communautaires dans le cadre d'un programme Head Start. Après l'élection du maire John Lindsay en 1966, il commence à travailler sous la direction au service des parcs de la ville et a organiser des fêtes de quartier dans certains des nouveaux parcs, se produisant occasionnellement et présentant des groupes locaux. 

### Harlem Cultural Festival
En 1967, il contribue à la création du premier Harlem Cultural Festival., Les événements gratuits, organisés dans tout Harlem, comprenaient une Harlem Hollywood Night, des démonstrations de boxe, un défilé de mode, un grand prix de karting, le premier concours de Miss Harlem et des concerts de soul, de gospel, de calypso et de musique portoricaine. Lawrence a continué à se produire dans des clubs pendant les mois d'hiver et a organisé le festival annuel du département des parcs au printemps et en été.
Le deuxième festival en 1968 a attiré un plus large éventail d'artistes, dont Count Basie, Bobby « Blue » Bland, Tito Puente et Mahalia Jackson. Il a été filmé par le documentariste Hal Tulchin et des extraits ont été diffusés sur WNEW-TV à New York. Lawrence a également dirigé le festival de 1969, qui s'est tenu à Mount Morris Park. Maxwell House sponsorise l'événement, ce qui permet au festival d'acquérir une plus grande renomée. Des artistes de premier plan participent à l'éditon 1969, dont Nina Simone, BB King, les Staple Singers, Max Roach, The 5th Dimension, Mahalia Jackson, Gladys Knight & the Pips, Sly and the Family Stone et Stevie Wonder.
L'événement, qui s'est déroulé sur plusieurs week-ends, a de nouveau été filmé par Tulchin et a également impliqué la participation de militants communautaires et de dirigeants civiques, dont le révérend Jesse Jackson. Deux émissions spéciales d'une heure furent diffusées à l'échelle nationale par CBS en juillet et septembre 1969. 
Lawrence organisa ensuite le « Tony Lawrence Love Festival », qui se tint à Newark, dans le New Jersey, en octobre 1969, avec Bobby Bland et les Chambers Brothers. Filmé par Tulchin, le concert fut diffusé par NBC le mois suivant.
Lawrence projeta d'organiser d'autres festivals, visant à faire du festival de Harlem une tournée internationale, et réalisa des enregistrements pour promouvoir ces festivals. Cependant, faute de financement, ces projets ne se concrétisèrent pas. En 1972, Lawrence porta une série d'accusations dans Amsterdam News contre deux de ses anciens associés, alléguant des irrégularités financières. Il les poursuivit en justice pour fraude. Il affirma également avoir été victime d'une tentative d'assassinat et que sa vie restait menacée par la mafia. L' Amsterdam News constata que les accusations de Lawrence étaient infondées et, à la demande pressante de Shirley Chisholm et Charles Rangel, l'action en justice fut abandonnée. Lawrence porta également plainte contre Tulchin concernant la propriété des enregistrements et tenta de créer sa propre société cinématographique, Uganda Productions.
Lawrence a organisé d'autres versions plus petites du Festival culturel de Harlem en 1973 et 1974. En 1974, il tente de créer un Festival culturel international de Harlem, mais les plans n'aboutissent pas.

## Fin de vie et décès non confirmé
Lawrence continue à se produire occasionnellement comme chanteur dans des boîtes de nuit jusque dans les années 1980, ainsi que dans des productions théâtrales locales, avant de disparaître de la vie publique. D'anciens collègues le décrivaient comme une énigme, l'un d'eux déclarant : « On ne savait jamais où il était ni ce qu'il faisait ».
Lorsque, après la mort de Tulchin en 2017, les préparatifs et le montage des films pour leur sortie ont commencé, plusieurs de ceux qui avaient travaillé avec Lawrence ont supposé qu'il était décédé. En 2021, à propos du documentaire Summer of Soul, basé sur le film de Tulchin sur le festival de 1969, Rolling Stone rapportait n'avoir trouvé « aucune confirmation du décès de Lawrence ni aucune trace de son lieu de résidence ».

## Discographie
- "Put De Money Where De Mouth Is" (1959)
- "When I Grow Too Old To Dream" (1960)
- "You Got To Show Me" (1961)
- "I Love Her So" (1961)
- "I Need Somebody" (1961)
- "That's How I Feel" (1964)
- "When I Grow Too Old To Dream" (1964)
- "Fun City U.S.A." (1968)
- "Harlem Cultural Festival" (1969)